# Xã Center, Quận Allamakee, Iowa
Xã Center (tiếng Anh: Center Township) là một xã thuộc quận Allamakee, tiểu bang Iowa, Hoa Kỳ. Năm 2010, dân số của xã này là 329 người.